# Верджерио, Пьетро Паоло (Старший)
Пьетро Паоло Верджерио (1370—1444/1445) — итальянский гуманист, ученик Салютати, автор одного из первых обстоятельных трудов по вопросам воспитания и образования — «О благородных нравах и свободных науках» (1402).

## Биография
Был учеником Джиовванни Конвертино да Равенна в Падуе и Мануила Хризолора во Флоренции, затем профессором в Болонье, Падуе и Риме, занимал должность канцлера при дворе Каррар и воспитывал сына Франческо II, Новелло-Убертино. 
После падения Каррар в 1405 году занял место «апостольского» секретаря в курии Иннокентия VII, был делегатом от Римини на Констанцском соборе, потом поступил на службу к императору Сигизмунду. С 1417 года жил в Венгрии.

## «О благородных нравах и свободных науках»
Трактат неоднократно переиздавался и приобрёл известность в городской среде, в частности во Флоренции. Верджерио отстаивал нравственно-социальные задачи образования: «Никаких более обеспеченных богатств или более надёжной защиты в жизни не смогут родители уготовить детям, чем обучить их благородным искусствам и свободным наукам». К последним он относил не только традиционные artes liberales, семь свободных искусств, особенно выделяя значение риторики, но и «гражданские науки» — историю и моральную философию. Цель образования гуманист видел в приобретении разносторонних знаний, формирующих свободный ум и высокую нравственность, помогающих в жизненных делах. Его идеал — гармонически развитый человек, сочетающий богатство знаний, добродетели и физическую крепость. В методах воспитания, по Верджерио, важны авторитет родителей и учителя, интерес самого ученика к занятиям, а не принуждение и наказание.